# 파테푸르 시크리

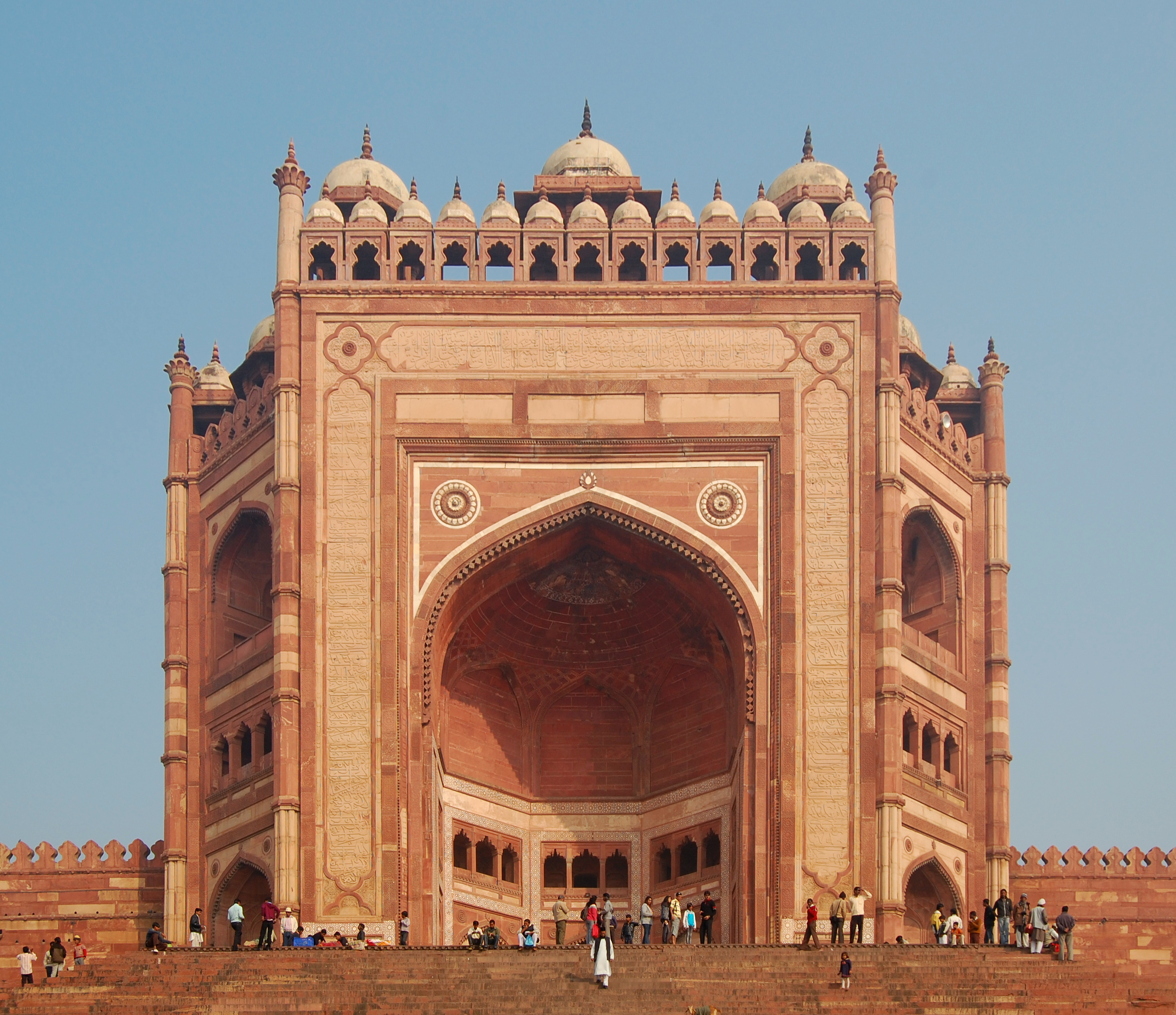

파테푸르 시크리(Fatehpur Sikri)는 인도 우타르프라데시주 아그라구의 타운이다. 이 도시는 1571년 무굴 바드샤 악바르에 의해 무굴 제국의 수도로 설립되었으며 1571년부터 1585년까지 유지되다가 악바르가 펀자브의 군사 작전으로 인해 이 지역을 버리고 나중에 1610년 완전히 버림을 받게 되었다.
이 도시의 지명은 이전에 점령된 Sikri라 불리는 빌리지에서 유래한다. ASI(Archaeological Survey of India)의 1999~2000년 발굴에 따르면 악바르가 수도를 세우기 전까지만 해도 거주지, 절, 상업의 중심지였다.

## 갤러리

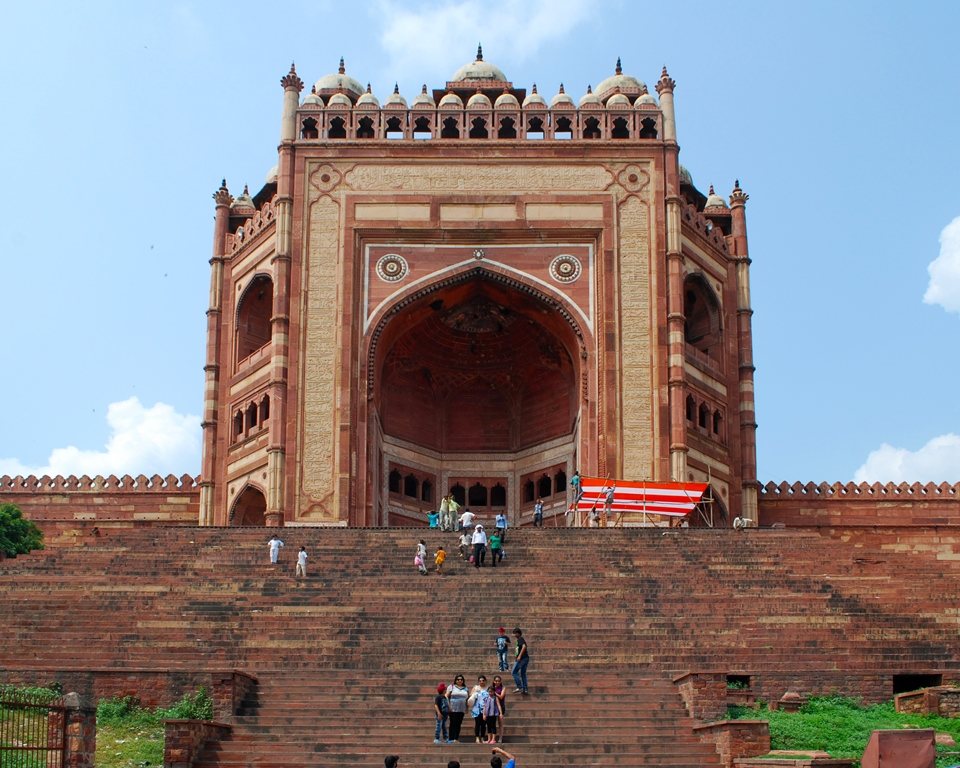
Buland Darwaza
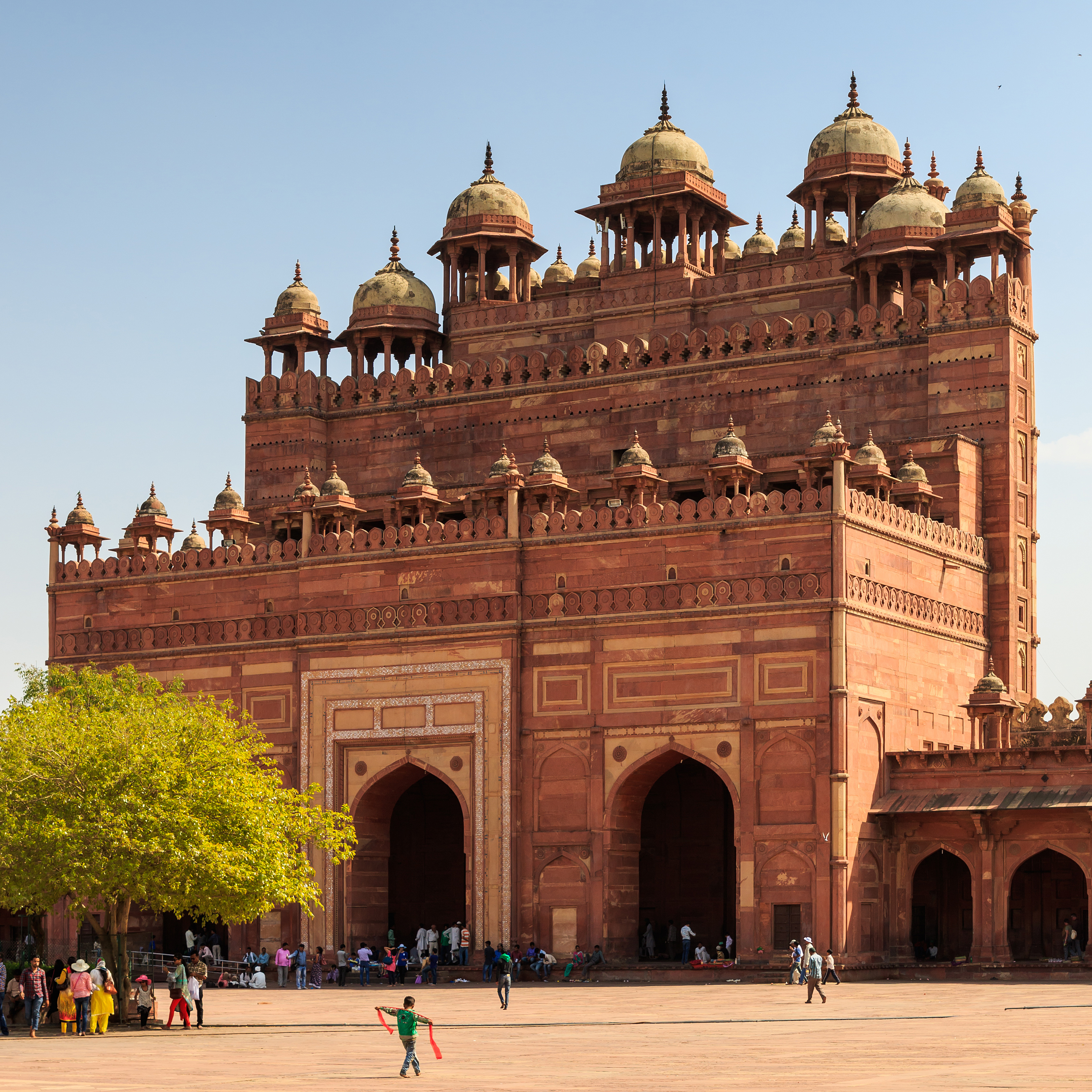
Buland Darwaza의 후면
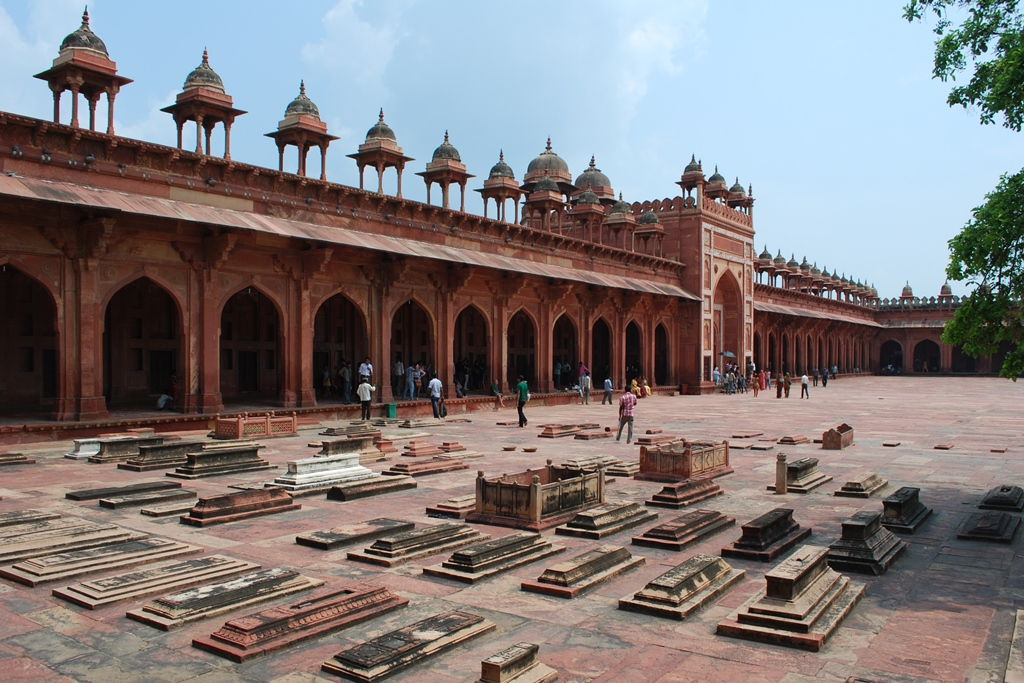
King's Gate
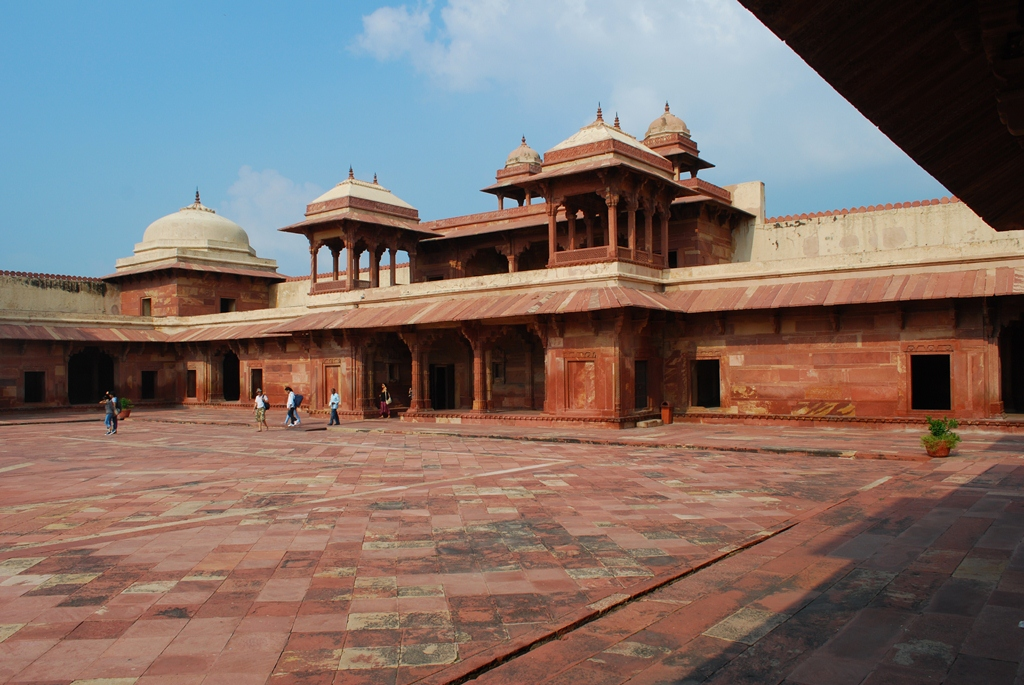
Entrance to Queen's Palace
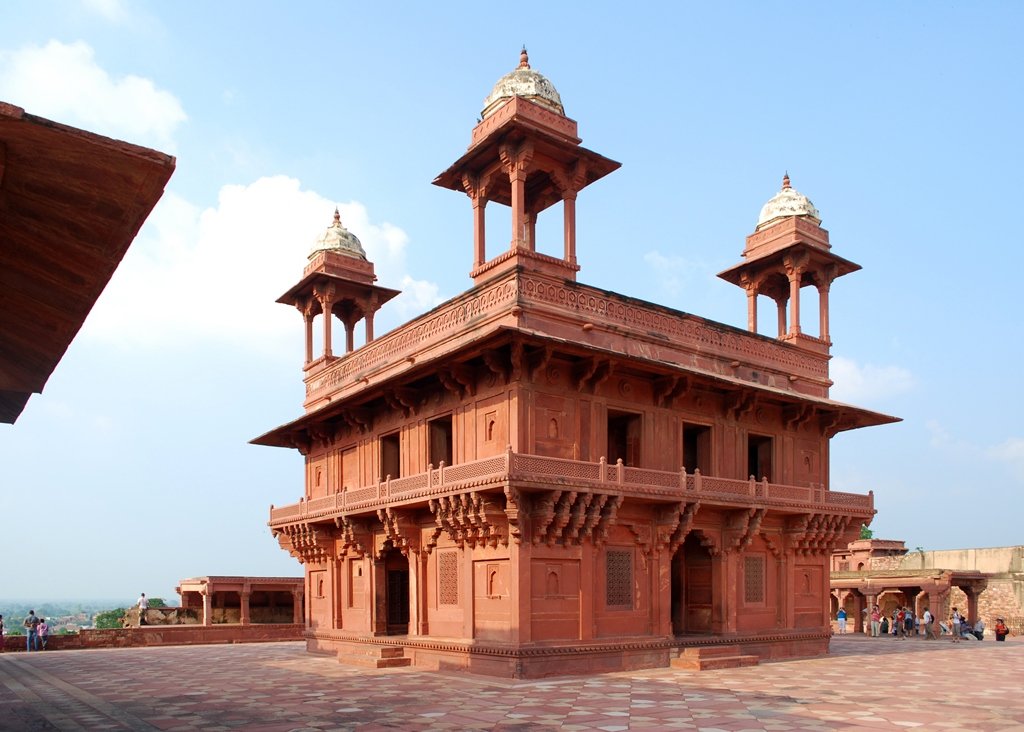
Diwan-i-Khas
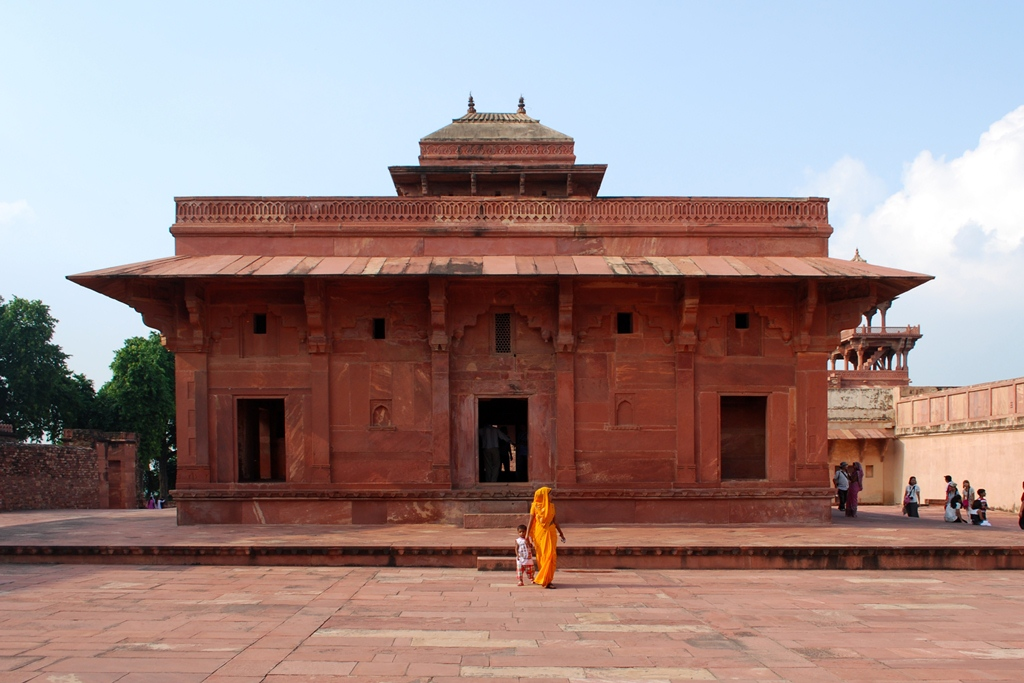
Mariam-uz-Zamani House
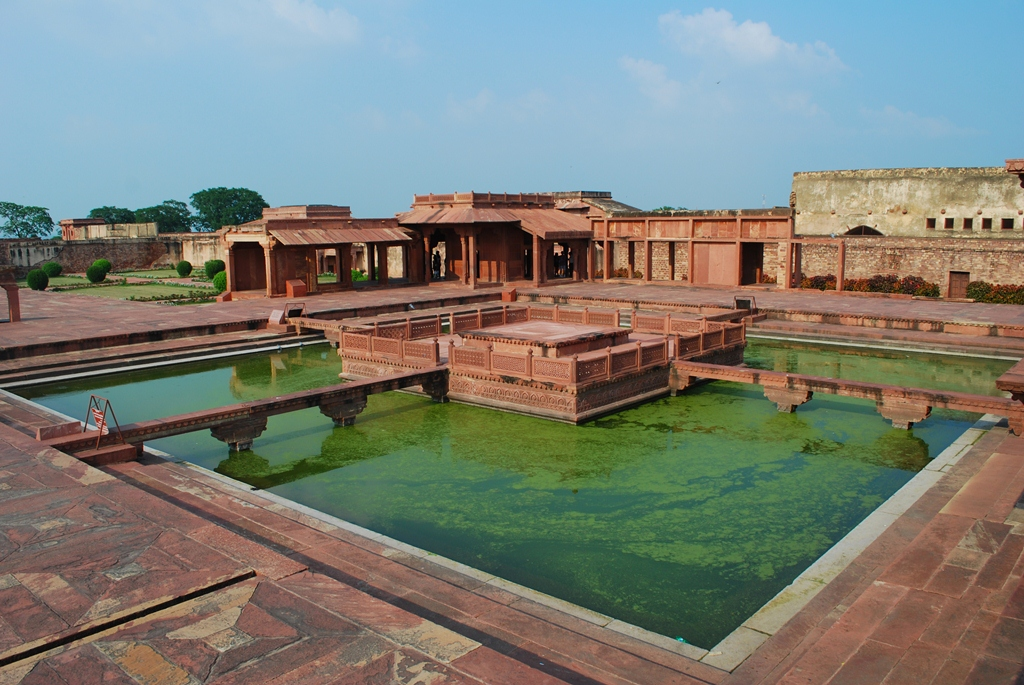
Anup Talao
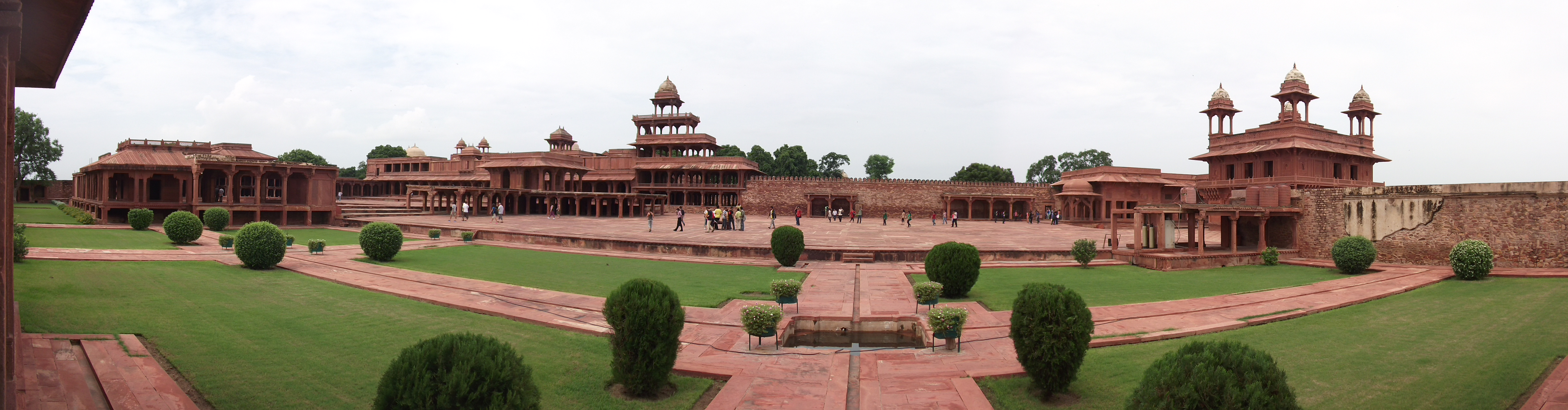
Fatehpur Sikri Palace의 파노라마 뷰

## 같이 보기
- 라호르성
- 아그라 요새